# Bitítids

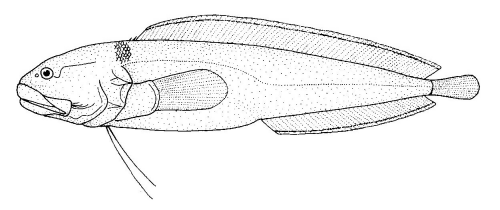
Bidenichthys consobrinus.

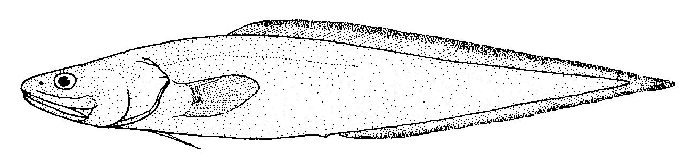
Cataetyx messieri.

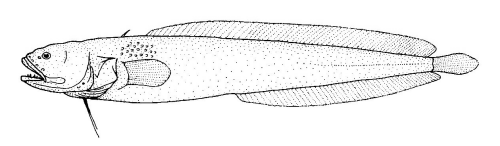
Dermatopsis macrodon.

Els bitítids (Bythitidae) són una família de peixos teleostis de l'ordre Ophidiiformes, coneguts com a bròtules vivípares. Es distribueixen per l'oceà Atlàntic, Índic i Pacífic; són principalment marins, encara que algunes rares espècies es troben en aigües dolces.

## Gèneres
Existeixen unes 200 espècies agrupades en els 50 gèneres següents:
- Subfamília Brosmophycinae
  - Alionematichthys
  - Beaglichthys
  - Bidenichthys
  - Brosmodorsalis
  - Brosmolus
  - Brosmophyciops
  - Brosmophycis
  - Brotulinella
  - Dactylosurculus
  - Dermatopsis
  - Dermatopsoides
  - Diancistrus
  - Didymothallus
  - Dinematichthys
  - Dipulus
  - Eusurculus
  - Fiordichthys
  - Gunterichthys
  - Lapitaichthys
  - Lucifuga
  - Majungaichthys
  - Mascarenichthys
  - Melodichthys
  - Monothrix
  - Ogilbia
  - Paradiancistrus
  - Porocephalichthys
  - Typhliasina
  - Ungusurculus
  - Zephyrichthys
- Subfamília Bythitinae
  - Acarobythites
  - Anacanthobythites
  - Bellottia
  - Bythites
  - Calamopteryx
  - Cataetyx
  - Diplacanthopoma
  - Ematops
  - Grammonus
  - Hastatobythites
  - Hephthocara
  - Microbrotula
  - Nielsenichthys
  - Ogilbichthys
  - Parasaccogaster
  - Pseudogilbia
  - Pseudonus
  - Saccogaster
  - Stygnobrotula
  - Thalassobathia
  - Thermichthys
- Incertae sedis
  - Timorichthys
  - Tuamotuichthys